# Roter Reporter
Der Rote Reporter ist eine der ältesten lokalen Alternativzeitungen in Deutschland. Er wurde 1970 gegründet und erscheint heute sowohl in einer Print- wie auch in einer Online-Ausgabe in Wülfrath (Nordrhein-Westfalen).

## Geschichte
Gegründet wurde der Rote Reporter vom Journalisten-Ehepaar Doris und Klaus H. Jann im Mai 1970. Beide waren arbeitslos, nachdem sie in die DKP eingetreten und von ihrem Arbeitgeber, der Neuen Ruhr Zeitung NRZ, entlassen worden waren. Aufgabe der kleinen Lokalzeitung sollte es sein, „kritisch über Themen zu informieren, über die sonst keiner zu schreiben wagt“. Der Name geht auf die Agitprop-Gruppe um Pelle Igel zurück.
2007 wurde der Rote Reporter mit dem Alternativen Medienpreis in der Sparte Presse ausgezeichnet. Hinzugekommen ist mittlerweile eine Online-Ausgabe und ein Blog: Klaus sein Tagebuch.

## Netzwerk Rote Reporter/innen
Klaus H. Jann – er starb nach langer Krankheit 75-jährig im Oktober 2015 – war langjähriger Wülfrather Stadtrat und Gründungsmitglied der BAG Rote Reporter/innen, eines bundesweiten Zusammenschlusses der Partei Die Linke, dessen Name bewusst an den Namen der Wülfrather Alternativzeitung angelehnt wurde. Inzwischen sind dort mehr als 530 linke Medienmacher organisiert. Klaus H. Jann war Mitglied des Bundesvorstandes.
Einmal im Jahr findet die Linke Medienakademie in Berlin statt, die der Weiterbildung und dem Bilden von Netzwerken dient. Jann gab hier regelmäßig seine Erfahrungen als linker Zeitungsmacher weiter. 2007 startete er zur Unterstützung linker Medien in Nordrhein-Westfalen eine Mutmacher-Tour.
Am 20. September 2008 gründete sich in Dortmund eine Landesarbeitsgemeinschaft der Arbeitsgemeinschaft. Beim Gründungstreffen wurden Klaus H. Jann und die Gütersloherin Almuth Wessel als Sprecher gewählt.